# Bollingsted Fogderi
Bollingsted Fogderi (på tysk Vogtei Bollingstedt) var et fogderi i Hertugdømmet Slesvig (Sønderjylland), som omfattede Bollingsted med Engbro og Vesterskov og dele af Mikaelis landsogn, Eggebæk og Siversted sogne. Fogderiet var beliggende nord for Arns Herred omkring Bollingsted.
Siden 1400-tallet var Bollingsted med hovedgården i Eggebæk Sogn et adeligt gods. I 1630 kom hele godset under hertugen af Gottorp, som dermed lå som gottorpsk enklave i det ellers kongelige landsdel i Ugle Herred. Til godset hørte ejendomme i Eggebæk Sogn (Bollingsted, Esperstoft, Langsted, Vesterskov), i Siversted Sogn (Sønder Smedeby), Slesvig Landsogn (Gammellund og Jydbæk). Ejdendomme i Lille og Store Solt blev 1591 solgt til Runtoft gods, gårde i Bistoft (Store Solt Sogn) og Obdrup (Satrup Sogn) blev 1631 solgt til Satrupholm.
Efter 1713 fortsatte Bollingsted som selvstændigt fogderi under Gottorp Amt, selvom selve gods allerede var blevet nedlagt i 1666. Herredfogden i Arns Herred fungerede også som politiembedsmand i Bollingsted.